# Lista de vereadores de Ribeirão Preto da 13ª Legislatura
| Câmara Municipal de Ribeirão Preto                                   | Câmara Municipal de Ribeirão Preto |
| -------------------------------------------------------------------- | --- |
|                                                                      | |
| Tipo                                                                 | |
| Tipo                                                                 | Unicameral |
| Liderança                                                            | |
| Presidente                                                           | Vários |
| Estrutura                                                            | |
| Assentos                                                             | 20 vereadores |
|                                                                      | |
| Grupos políticos                                                     | Governo (5) - PT (5) Demais vereadores (15) - PMDB (4) - PFL (3) - PSDB (2)* - PTB (2)* - PDT (1)* - PP (1)* - PSB (1) - PSDC (1)* *Composição fiel ao livro "Câmara Municipal de Ribeirão Preto - Memórias: As legislaturas municipais de 1874 a 2024" |
| Eleições                                                             | |
| Sistema de votação                                                   | Sistema proporcional de lista aberta. |
| Última eleição                                                       | 1º de outubro de 2000 |
| Local de reunião                                                     | |
| Câmara Municipal de Ribeirão Preto; Avenida Jerônimo Gonçalves, 1200 | |
| Website                                                              | |
| [1]                                                                  | |

Esta é a lista de vereadores de Ribeirão Preto, município brasileiro do estado de São Paulo.
São relacionados os nomes dos parlamentares da 13ª legislatura de Ribeirão Preto, que assumiram o cargo em 1º de janeiro de 2001 até 31 de dezembro de 2004. O prefeitos da época, eram Antônio Palocci Filho, eleito em 1º de outubro de 2000, e que renunciou no curso do mandato para a ascensão do vice-prefeito Gilberto Sidnei Maggioni, em 1º de abril de 2002. 

## Mesa Diretora
| 2004                   |                       |                        |                           |
| Nome                   | Início do mandato     | Fim do mandato         | Cargo                     |
| Leopoldo Paulino (PSB) | 1º de janeiro de 2004 | 31 de dezembro de 2004 | Presidente da Câmara      |
| Darcy Vera (PFL)       | 1º de janeiro de 2004 | 31 de dezembro de 2004 | Vice-presidente da Câmara |
| José Alfredo (PT)      | 1º de janeiro de 2004 | 31 de dezembro de 2004 | 1º Secretário             |
| Merchó Costa (PMDB)    | 1º de janeiro de 2004 | 31 de dezembro de 2004 | 2º Secretário             |

| 2003                |                       |                        |                           |
| Nome                | Início do mandato     | Fim do mandato         | Cargo                     |
| Donizeti Rosa (PT)  | 1º de janeiro de 2003 | 31 de dezembro de 2003 | Presidente da Câmara      |
| Merchó Costa (PMDB) | 1º de janeiro de 2003 | 31 de dezembro de 2003 | Vice-presidente da Câmara |
| Walter Gomes (PP)*  | 1º de janeiro de 2003 | 31 de dezembro de 2003 | 1º Secretário             |
| Paulo Saquy (PFL)   | 1º de janeiro de 2003 | 31 de dezembro de 2003 | 2º Secretário             |

* Eleito em 2000 pelo PPB, sua legenda foi rebatizada para Partido Progressista no curso do mandato.
| 2002                          |                       |                        |                           |
| Nome                          | Início do mandato     | Fim do mandato         | Cargo                     |
| Cícero Gomes da Silva (PMDB)* | 1º de janeiro de 2002 | 31 de dezembro de 2002 | Presidente da Câmara      |
| José Alfredo (PT)             | 1º de janeiro de 2002 | 31 de dezembro de 2002 | Vice-presidente da Câmara |
| Paulo Saquy (PFL)             | 1º de janeiro de 2002 | 31 de dezembro de 2002 | 1º Secretário             |
| Nicanor Lopes (PSDB)          | 1º de janeiro de 2002 | 31 de dezembro de 2002 | 2º Secretário             |

* Eleito em 2000 pelo PTB, deixou o partido no curso do mandato para se filiar ao PMDB, de acordo com seu perfil anexado no site da Câmara de Ribeirão.
| 2001                        |                       |                        |                           |
| Nome                        | Início do mandato     | Fim do mandato         | Cargo                     |
| Silvio Martins (PMDB)       | 1º de janeiro de 2001 | 31 de dezembro de 2001 | Presidente da Câmara      |
| Joana Leal (PT)             | 1º de janeiro de 2001 | 31 de dezembro de 2001 | Vice-presidente da Câmara |
| Amauri de Souza (PPB/PSDC)* | 1º de janeiro de 2001 | 31 de dezembro de 2001 | 1ª Secretário             |
| Professor Lages (PDT)       | 1º de janeiro de 2001 | 31 de dezembro de 2001 | 2º Secretário             |

* Eleito em 2000 pelo PPB, deixou o partido no curso do mandato para se filiar ao PSDC, de acordo com seu perfil anexado no site da Câmara de Ribeirão.

## Lista de Vereadores
| Nome                           | Partido | Mandato                                        | Notas                                                                             |
| ------------------------------ | ------- | ---------------------------------------------- | --------------------------------------------------------------------------------- |
| Angela Maria Roberto           | PT      | 1º de Janeiro de 2001 - 31 de Dezembro de 2004 | Suplente convocada no decorrer da legislatura                                     |
| Antonio Carlos Vilar dos Reis  | PPB     | 1º de Janeiro de 2001 - 31 de Dezembro de 2004 | Suplente convocado no decorrer da legislatura                                     |
| Amauri de Souza                | PSDC    | 1º de Janeiro de 2001 - 31 de Dezembro de 2004 | Era do PPB ao se eleger                                                           |
| Baleia Rossi                   | PMDB    | 1º de Janeiro de 2001 - 31 de Dezembro de 2002 | Renunciou no curso do mandato após ser eleito deputado estadual no pleito de 2002 |
| Bertinho Scandiuzzi            | PSDB    | 1º de Janeiro de 2001 - 31 de Dezembro de 2004 | Era do PDT ao se eleger                                                           |
| Beto Cangussu                  | PT      | 1º de Janeiro de 2001 - 31 de Dezembro de 2004 |                                                                                   |
| Cícero Gomes da Silva          | PMDB    | 1º de Janeiro de 2001 - 31 de Dezembro de 2004 | Era do PTB ao se eleger                                                           |
| Coraucci Netto                 | PFL     | 1º de Janeiro de 2001 - 31 de Dezembro de 2004 |                                                                                   |
| Darcy Vera                     | PFL     | 1º de Janeiro de 2001 - 31 de Dezembro de 2004 |                                                                                   |
| Delcides Luiz Canelli          | PFL     | 1º de Janeiro de 2001 - 31 de Dezembro de 2004 | Suplente convocado no decorrer da legislatura                                     |
| Donizeti Rosa                  | PT      | 1º de Janeiro de 2001 - 31 de Dezembro de 2004 |                                                                                   |
| Dr. Jorge Parada               | PT      | 1º de Janeiro de 2001 - 31 de Dezembro de 2004 |                                                                                   |
| Dr. José Carlos Sobral         | PT      | 1º de Janeiro de 2001 - 31 de Dezembro de 2004 |                                                                                   |
| Joana Leal                     | PT      | 1º de Janeiro de 2001 - 31 de Dezembro de 2004 |                                                                                   |
| José Alfredo                   | PT      | 1º de Janeiro de 2001 - 31 de Dezembro de 2004 | Suplente convocado no decorrer da legislatura em quatro ocasiões diferentes       |
| Leopoldo Paulino               | PSB     | 1º de Janeiro de 2001 - 31 de Dezembro de 2004 |                                                                                   |
| Luiz Geraldo Dias              | PT      | 1º de Janeiro de 2001 - 31 de Dezembro de 2004 | Suplente convocado no decorrer da legislatura                                     |
| Marco Antônio Marcão Zorzetto  | PMN     | 1º de Janeiro de 2001 - 31 de Dezembro de 2004 | Suplente convocado no decorrer da legislatura                                     |
| Mário Vieira Sampaio Filho     | PMDB    | 1º de Janeiro de 2001 - 31 de Dezembro de 2004 | Suplente convocado no decorrer da legislatura                                     |
| Merchó Costa                   | PMDB    | 1º de Janeiro de 2001 - 31 de Dezembro de 2004 |                                                                                   |
| Nicanor Lopes                  | PSDB    | 1º de Janeiro de 2001 - 31 de Dezembro de 2004 |                                                                                   |
| Olavo Ferreira de Mello Junior | PT      | 1º de Janeiro de 2001 - 31 de Dezembro de 2004 | Suplente convocado no decorrer da legislatura                                     |
| Paulo Saquy                    | PFL     | 1º de Janeiro de 2001 - 31 de Dezembro de 2004 |                                                                                   |
| Plauto Garcia Leal Filho       | PSDB    | 1º de Janeiro de 2001 - 31 de Dezembro de 2004 | Suplente convocado no decorrer da legislatura                                     |
| Professor Lages                | PDT     | 1º de Janeiro de 2001 - 31 de Dezembro de 2004 |                                                                                   |
| Sílvio Martins                 | PMDB    | 1º de Janeiro de 2001 - 31 de Dezembro de 2004 |                                                                                   |
| Silvana Resende                | PSDB    | 1º de Janeiro de 2001 - 31 de Dezembro de 2004 |                                                                                   |
| Waldyr Vilela                  | PTB     | 1º de Janeiro de 2001 - 31 de Dezembro de 2004 | Era do PSD ao se eleger                                                           |
| Walter Gomes                   | PPB     | 1º de Janeiro de 2001 - 31 de Dezembro de 2004 |                                                                                   |
| Wandeir Silva                  | PTB     | 1º de Janeiro de 2001 - 31 de Dezembro de 2004 | Era do PPB ao se eleger                                                           |

## Legislatura Anterior
- 12ª

## Legislatura Posterior
- 14ª